# Sakigake
Sakigake (MS-T5) – pierwsza japońska testowa sonda kosmiczna, pierwszy japoński pojazd kosmiczny, który opuścił pole grawitacyjne Ziemi. Pojazd stał się jedną z sond wchodzących w skład tzw. armady Halleya (wraz z bliźniaczą sondą Suisei, francusko-radzieckimi sondami Wega, należącą do ESA sondą Giotto i obsługiwaną przez NASA sondą International Cometary Explorer wykonał w 1986 przelot obok komety Halleya). Największe zbliżenie Sakigake do komety nastąpiło 11 marca 1986 o 04:18 UTC w odległości 6,99 miliona km. 
Po wykonaniu głównego celu misji sonda trzykrotnie zbliżyła się do Ziemi – w 1992, 1993 i 1994 roku. Dalsze plany przewidywały przelot obok komet: 45P/Honda-Mrkos-Pajdušáková 3 lutego 1996 i 21P/Giacobini-Zinner 29 listopada 1998, jednak utrata kontaktu telemetrycznego z sondą 15 listopada 1995 uniemożliwiła realizację tych celów. Kontrola naziemna odbierała sygnał z nadajnika sondy aż do 7 stycznia 1999.